# Iodtrifluorid
Iodtrifluorid ist eine chemische Verbindung von Iod und Fluor. Die Interhalogenverbindung ist wie andere dieser Stoffklasse sehr instabil und zersetzt sich leicht.

## Geschichte
Iodtrifluorid wurde erstmals 1960 vom deutschen Chemiker Martin Schmeißer aus den Elementen Iod und Fluor dargestellt.

## Gewinnung und Darstellung
Iodtrifluorid ist auf mehreren Wegen darstellbar. Neben der Synthese aus den Elementen ist es möglich, die Verbindung durch Reaktion von Iod mit Xenon(II)-fluorid in Trichlorfluormethan zu gewinnen.
{\displaystyle \mathrm {I_{2}+3\ XeF_{2}\longrightarrow 2\ IF_{3}+3\ Xe} }

## Eigenschaften
Die Struktur des IF3-Moleküls lässt sich über das VSEPR-Modell erklären. Neben den drei Fluor-Liganden besitzt das Iod-Atom noch zwei freie Elektronenpaare. Mit diesen bildet das Molekül eine trigonale Bipyramide, betrachtet man nur die Atome, erscheint es T-förmig. Die axialen Fluor-Iod-Bindungen besitzen eine Länge von 198 pm, die äquatoriale eine Länge von 187 pm. Die Winkel zwischen den Fluoratomen betragen 80,1 °.
Iodtrifluorid ist nur bei Temperaturen von unter −28 °C stabil. Wird es über diese Temperatur erwärmt, zersetzt es sich zu Iod und Iodpentafluorid. Wie andere Interhalogenverbindungen ist Iodtrifluorid ein Fluorierungsmittel, jedoch schwächer als Brom- oder Chlortrifluorid.

## Verwendung
Iodfluorid lässt sich durch Reaktion von Iodtrifluorid mit Iod in Trichlorfluormethan bei tiefen Temperaturen darstellen.
{\displaystyle \mathrm {IF_{3}+I_{2}\longrightarrow 3\ IF} }